# FAPS
A FAPS (Federação das Associações Portuguesas na Suécia) - em sueco PRF (Portugisiska riksförbundet) - é uma federação de associações portuguesas na Suécia, com núcleos em Gotemburgo, Malmö e Estocolmo.

## Associações
- Casa Portuguesa em Malmö [3][4]
- Centro Familiar Português em Gotemburgo [3][5][6]
- Lusitânia/APE em Estocolmo [7][3][8]
- União dos Portugueses em Gotemburgo [3][9]
- Jovem FAPS [3][10]
- Mulheres FAPS [3]

## Comissões
- CAS (Comissão de Assuntos Sociais)

## Revista da FAPS
- Português